# Joe Elliott
Joseph Thomas "Joe" Elliott Jr. (Sheffield, 1 de agosto de 1959) es un cantante, músico y compositor inglés, conocido por ser el vocalista de la banda de hard rock británica Def Leppard.

## Carrera

### Def Leppard
En el año de 1977 Joe conoció al guitarrista Pete Willis, quien lo invitó a hacer una audición para la banda Atomic Mass, en la que fue contratado. Luego, ante sugerencia del mismo Elliott, la agrupación cambió su nombre a Deaf Leopard (que traduce "Leopardo Sordo"). De allí en adelante, Joe se convierte en el nuevo frontman de la agrupación que poco tiempo más tarde pasaría a llamarse "Def Leppard", en contraposición a la costumbre de las bandas punk de la época de usar nombres de animales. Años después Elliott expulsa de la banda a Pete pues su consumo de alcohol estaba afectando su emergente carrera, siendo sustituido por Phil Collen, miembro de la formación actual de la banda.

### Otros proyectos
Elliott ha trabajado en algunos proyectos a través de su carrera, de los cuales resaltan tributos a artistas como Freddie Mercury, Alice Cooper, Mick Ronson, Ian Hunter y David Bowie. Formó junto a Phil Collen, guitarrista de Def Leppard, la banda Cybernauts, con la que solamente grabó un disco. Después de abrir para Mott the Hoople decidió junto con el baterista de rock londinense Phil Martini , Ronnie Garrity de Raw Glory y Paul Guerin, Guy Griffin y Keith Weir de The Quireboys crear el supergrupo Down 'n' Outz.

### Vida personal
Elliott actualmente vive en Dublín, Irlanda, con su esposa Kristine. Administra un estudio de grabación en su vivienda, llamado Joe's Garage, el cual es considerado uno de los mejores y más concurridos del país. Además es DJ en la emisora en línea planetrock.com.

## Discografía

### Def Leppard
- On Through the Night (1980)
- High 'n' Dry (1981)
- Pyromania (1983)
- Hysteria (1987)
- Adrenalize (1992)
- Retro Active (1993)
- Slang (1996)
- Euphoria (1999)
- X (2002)
- Yeah! (2006)
- Songs from the Sparkle Lounge (2008)
- Mirror Ball – Live & More (2011)
- Viva! Hysteria (2013)
- Def Leppard (2015)
- Diamond Star Halos (2022)
- Drastic Symphonies (2023)